# Обалгун (озеро)
Обалгун  — озеро в Фёдоровском районе Костанайской области Казахстана. Находится в 2 км к югу от села Малороссийка, ранее совхоз Украинский.
По данным топографической съёмки 1944 года, площадь поверхности озера составляет 1,96 км². Наибольшая длина озера — 2,5 км, наибольшая ширина — 1,1 км. Длина береговой линии составляет 6,5 км, развитие береговой линии — 1,3. Озеро расположено на высоте 209,1 м над уровнем моря.